# هنري موندريل
هنري موندريل (بالإنجليزية: Henry Maundrell)‏ ‏(1665–1701). كان أكاديميًا في جامعة أكسفورد، وكاهنًا أنغليكانيًا، ومرشدًا لشركة المشرق في سوريا.